# Victoria Madincea
Victoria Madincea (* 10. Mai 1973 in Berlin) ist eine deutsche Schauspielerin und Synchronsprecherin.

## Leben
Ihre Schauspielausbildung absolvierte Madincea nach dem Abitur, an der Fritz-Kirchhoff Schule in Berlin. 
Ihren ersten TV-Auftritt hatte sie 1991 in einer Folge der SAT.1-Serie „A.S.“. 
Außerdem ist sie als Synchronsprecherin tätig. Sie lieh der Drehbuchautorin Taeko Mamegaki in der Kriminalserie Detektiv Conan ihre Stimme.
Es folgten die Produktionen „Gnadenlos – Zur Prostitution gezwungen“, „Verklungene Stimmen“, „Streit um drei“, „Mit Herz und Handschellen“, „Samt und Seide“, „St. Angela“, „Wolffs Revier“ (1999), „Edgar Wallace – Die vier Gerechten“ (2002), „Der Bulle von Tölz: Berliner Luft“ (2003) und „Der Bulle von Tölz: In guten Händen“ (2004). 
1999 spielte sie die Rolle der Barbara Koschinski, genannt Blondie in der RTL-Justizserie „Hinter Gittern – Der Frauenknast“.
Victorias sechs Jahre ältere Schwester Alexandra Madincea ist ebenfalls Schauspielerin.